# MÁV 136 sorozat
A MÁV 136-os sorozatú (korábban 6312)  motorvonata a Bzmot típusú motorkocsi átépített kivitele. Az átalakítás során egy Bzmot motorkocsit és BDzx mellékkocsit építettek egybe. Gyakran „Iker Bz”-nek nevezik, ez azonban nem pontos elnevezés, mivel a járműnek egyetlen motorja van, nem kettő, mint az iker-motorkocsiknak (pl. 6341 sorozat). A típust a MÁV Vasjármű Járműjavító és Gyártó Kft. (a volt szombathelyi MÁV járműjavító üzem) szerelte össze. A MÁV elégedett volt a konstrukcióval és még 2005-ben bejelentette 30 további motorkocsi megrendelését - azonban a prototípuson kívül máig nem készült újabb darab.
Egyetlen példánya, a prototípus aktív használatban van. Becenevei „Csuklós Bz”, „Iker Bz”, „Beziró”.

## Technikai ismertető
A motorvonatot az új MAN D2866 LUH 21 típusú dízelmotor hajtja, amelynek maximális forgónyomatéka 800 Nm 1600-as percenkénti fordulatszámon. A háromfokozatú, automatikus Voith DIWA 863.3 E hajtómű maximális bemenő teljesítménye 245 kW és maximális nyomatéka 1300 Nm. A tengelyhajtómű Gmeinder GM 180/289 típusú. Ezek az újítások teszik lehetővé, hogy a motorvonat megengedett sebessége 90 km/h legyen. A fék Knorr típusú. A kocsik egymás közti kapcsolatát Scharfenbergkupplung („Schaku”) biztosítja, amely felett Hübner hőszigetelt harmonika található.

## Az utastér
Az utastér burkolata műanyagból készült. Az ülések kieli 2. osztályú dupla ülések, amelyek a Desiro motorvonatban is megtalálhatók. A motorvonaton elhelyeztek egy mellékhelyiséget is, melynek víztartálya 160 literes. A fűtésről egy-egy 35 kW teljesítményű Webasto fűtőberendezés, míg a hűtésről szintén egy-egy Thermo King LRT légkondicionáló berendezés gondoskodik. A GPS alapú képi és hangos utastájékoztatás automatikusan működik.

## Alkalmazása
A 136-os sorozatú ikermotorkocsi eredetileg szombathelyi honállomású volt, a Szombathely–Kőszeg és a Hegyeshalom–Szombathely-vasútvonalon szolgált 2011-ig amikor is ezen vasútvonalak üzemeltetését átvette a GYSEV. A motorkocsit ezután Debrecenbe és Székesfehérvárra honállomásították.
Viszonylatok melyeken a 136 sorozatú motorkocsi feltűnhet:
| Induló állomás | Végállomás | Vonal | Típus             | Időszak             |
| -------------- | ---------- | ----- | ----------------- | ------------------- |
| Debrecen       | Nyírábrány | 105   | Személyvonat      | Hetente 1-2 naponta |
| Debrecen       | Nagykereki | 106   | S506 személyvonat | naponta             |
| Debrecen       | Tiszalök   | 109   | személyvonat      | naponta             |